# لي كروز
لي كروز (بالإنجليزية: Lee Cruce)‏ من مواليد (8 يوليو 1863 -16 يناير 1933) كان محاميا ومصرفيا أمريكيا والحاكم الثاني لولاية أوكلاهوما. خسر كروسي أمام تشارلز هاسكل في انتخابات الحزب الديمقراطي التمهيدية عام 1907 ليكون أول حاكم لولاية أوكلاهوما، فقام بحملة ناجحة ليخلف هاسكل ليكون ثاني حاكم لولاية أوكلاهوما. كحاكم، كان كروسي مسؤولاً عن إنشاء إدارة أوكلاهوما للطرق السريعة وكابيتول ولاية أوكلاهوما. وعمل جاهدا لفرض حظر على الكحول والمقامرة، ووصل إلى حد استخدام ميليشيا الدولة لوقف سباق الخيل. وخلفه روبرت ويليامز.
ولد كروسي في كنتاكي، وعمل محاميا ومصرفياً ومسؤولا بلديا قبل انتخابه حاكما. بعد الانتهاء من فترة ولايته كحاكم، عمل في القطاع الخاص وقدم محاولة غير ناجحة لمجلس الشيوخ الأمريكي. توفي في عام 1933 في لوس أنجلوس، كاليفورنيا، ودفن في أردمور، أوكلاهوما.

## النشأة والانتقال إلى أوكلاهوما
ولد لي كروز في مدينة ماريون في مقاطعة كريتندن، كنتاكيفي 8 يوليو 1863م. التحق بأكاديمية ماريون، ثم بجامعة فاندربيلت، وحصل على شهادة في القانون منها. على الرغم من أنه اجتاز امتحان كنتاكي للمحاماة في عام 1888م، إلا أنه لم يمارس المحاماة حتى انضم إلى مكتب محاماة شقيقه، جونسون كروز وكروس في أردمورفي الإقليم الهندي في عام 1891م. بعد عشر سنوات من ممارسة المحاماة، دخل كروسي عالم الشؤون المالية كأول أمين صندوق لبنك أردمور الوطني، وشغل فيما بعد منصب رئيس البنك. في عام 1901م، انتخب كروسي عضوًا في مجلس محلي في حكومة أردمور.

## حملات الحكم
من خلال مواقفه المشتركة في بنك أردمور الوطني والتحرك نحو إقامة الدولة في أواخر عام 1906م، قدم كروسي اسمه في الانتخابات التمهيدية الديمقراطية لمحاكم ولاية أوكلاهوما التي تم إنشاؤها حديثًا. هزم تشارلز هاسكل الشهير كروسي في الترشيح، ولكن قبل انتهاء فترة هاسكل في عام 1911م، سعى كروسي مرة أخرى إلى ترشيح الحزب الديمقراطي لمنصب الحاكم ونجح في ذلك. ثم هزم خصمه الجمهوري في الانتخابات العامة.

## حاكم أوكلاهوما
تم تنصيب كروز كحاكم ثاني لولاية أوكلاهوما في 9 يناير 1911م. في حين مارس أول حاكم للولاية سيطرة تنفيذية واسعة على الهيئة التشريعية في أوكلاهوما من خلال قوة شخصيته، كافح كروسي باستمرار من أجل السلطة ضد الهيئة التشريعية للولاية طوال فترة ولايته. على الرغم من الصراع على السلطة، تمكن كروسي من إكمال العديد من المشاريع التي بدأها. جاء أول نجاح كبير لكروس في مجال السيارات. ومع زيادة عدد السيارات، عمل المجلس التشريعي للولاية بناءً على ثناء كروسي وأسس إدارة أوكلاهوما للطرق السريعة في عام 1911م. وتم تحسين الطرق بالأموال المتولدة من رسوم ترخيص سنوية قدرها دولار واحد.
كان التالي على جدول أعمال الحاكم بناء كابيتول ولاية أوكلاهوما في عاصمة الولاية، التي انتقلت هاسكل رسميا من غوثري إلى مدينة أوكلاهوما في عام 1910. تحت إشراف كروسي، أنشأ المجلس التشريعي للولاية لجنة الكابيتول التابعة للدولة المكونة من ثلاثة أعضاء في عام 1913. تم تكليف اللجنة بشراء الأراضي لمبنى كابيتول الولاية. بعد شراء العقار المطلوب في وسط مدينة أوكلاهوما، بدأ وضع حجر الأساس في 20 يوليو 1914. ثم في 16 نوفمبر 1915م (عيد ميلاد أوكلاهوما الثامن) تم وضع حجر الأساس في الأزياء الماسونية وبدأ البناء.
إيمانا من الدولة في حاجة إلى القيام بدور أخلاقي أكبر، أيد كروسي تطبيق القوانين الزرقاء. ومن خلال تشريع محدد، أغلق كروسي والمجلس التشريعي للولاية الأعمال التجارية يوم الأحد، وأعلنوا قتال الجوائز

## الحياة المتأخرة والإرث
بعد أن ترك كروسي منصبه، واصل حياته المهنية كمحام ومصرفي في أوكلاهوما. وفي عام 1930م، خسر كريس في الانتخابات التمهيدية لمجلس الشيوخ الأمريكي أمامتوماس غور، وهو أحد أوائل أعضاء مجلس الشيوخ في أوكلاهوما. توفي كروسي في 16 يناير 1933، في لوس أنجلوس. ودفن في مقبرة روز هيل في أردمور مسقط رأسه بالتبني.